# Honne und Tatemae
Honne und Tatemae sind japanische Begriffe, die anerkannte Phänomene der japanischen Gesellschaft bezeichnen.

## Bedeutung
Honne (jap. 本音) bezieht sich auf die wahren Gefühle und Wünsche einer Person. Diese können dem entgegengesetzt sein, was seitens der Gesellschaft erwartet wird, oder was entsprechend der Position einer Person und der Umstände traditionell für erforderlich gehalten wird. Diese Wünsche werden oft verborgen gehalten, außer gegenüber den engsten Freunden.
Tatemae (建前, „Maskerade“) ist das Verhalten und die Äußerungen in der Öffentlichkeit und entspricht den Erwartungen der Gesellschaft, der Position der Person und den Umständen. Sie muss daher nicht der honne entsprechen. Dies wird oft durch Lächeln oder eine bewusst ausdruckslose Mimik maskiert.

## Problematik im Alltag
Die Unterscheidung zwischen Honne und Tatemae ist ein universelles Phänomen in der menschlichen Gesellschaft.
Für manche ist die Lösung der damit verbundenen Widersprüche Teil der Reife beim Erwachsenwerden.
Zeitgenössische Erscheinungen in Japan wie Hikikomori und parasitäre Singles werden als Beispiele für die wachsenden Probleme der japanischen Kultur mit einer neuen Generation angesehen, die unfähig oder unwillens ist, mit der
Komplexität von Honne und Tatemae in einer zunehmend kapitalistisch geprägten Gesellschaft umzugehen.